# Старо-Борисов
Ста́ро-Бори́сов (Староборисов, бел. Стара-Барысаў) — агрогородок в Пригородном сельсовете Борисовского района Минской области Белоруссии. Находится в 4 км севернее Борисова на левом берегу реки Березины.

## История
Старо-Борисов располагается в окрестностях городища, где была построена первая борисовская крепость.
«В 1102 году князь Борис Всеславич (сын князя Полоцкого Всеслава Брячиславича (Чародея) и дядя инокини и просветительницы Евфросиньи Полоцкой) ходил на ятвяг и, победя их, возвратясь, поставил град во своё имя…». Однако первое упоминание о городе в Лаврентьевской летописи относится только к 1127 году, а в Ипатьевской — к 1128 году, как крепости Полоцкого княжества.
Первое поселение сгорело в результате сильного пожара, о чём свидетельствуют археологические раскопки.
Из более поздних строений в Старо-Борисове представляет интерес усадебно-парковый комплекс. Здесь находилось поместье князя Радзивилла, состоящее из богатого дворца, в котором были собрания коллекции оружия, монет и произведений живописи.

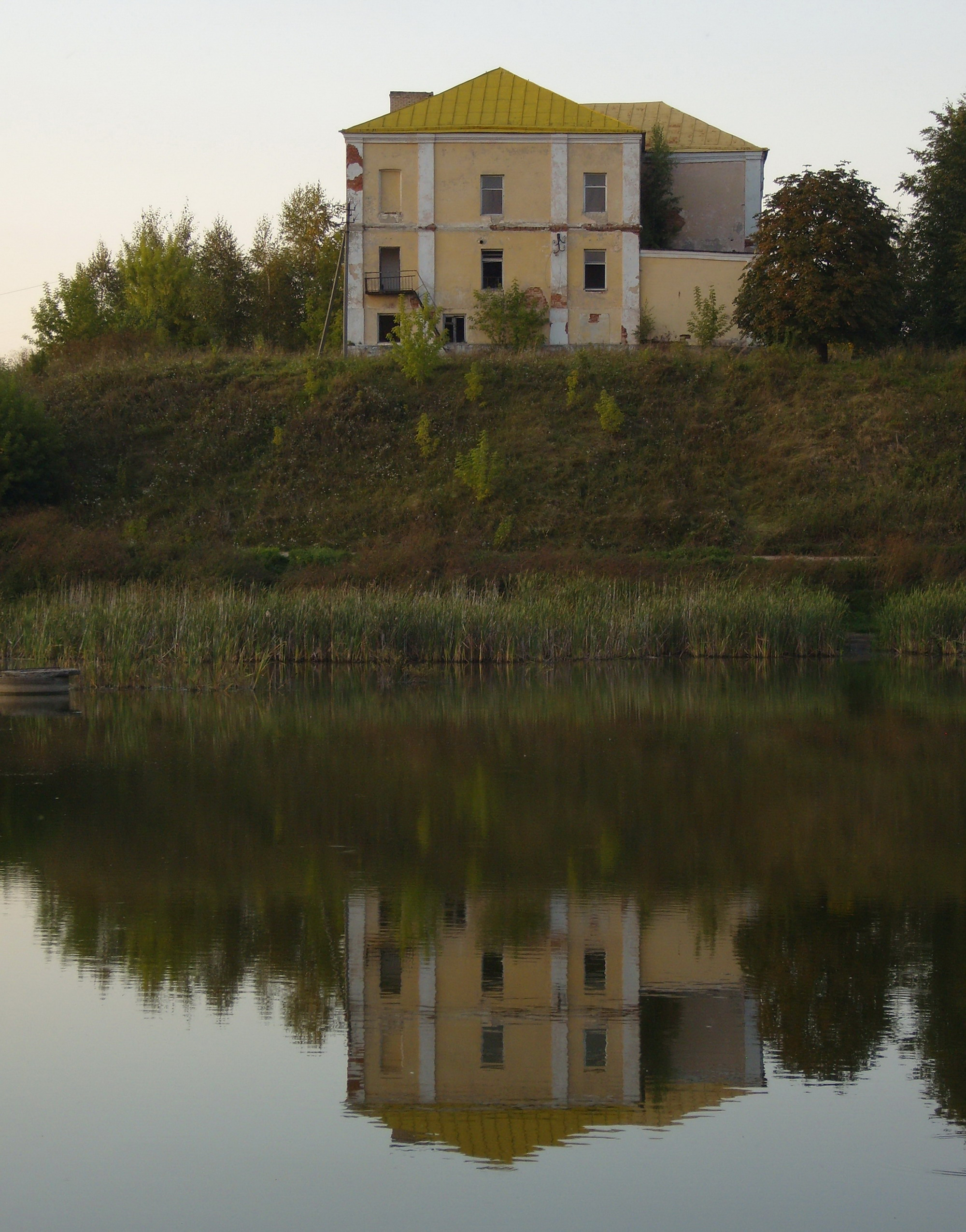
Фрагмент усадебно-паркового комплекса Радзивиллов, впоследствии перешедшего к князьям Романовым

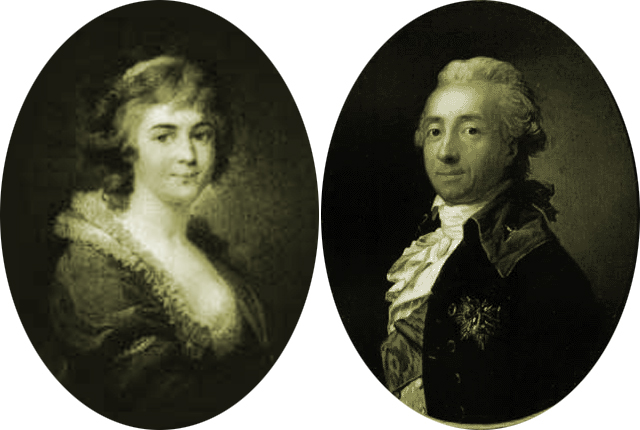
Михаил Иероним Радзивилл и его супруга, Елена Пшездецкая

История этого сооружения берёт начало 19 января 1776 года, когда последний король Речи Посполитой Станислав Август Понятовский пожаловал виленскому каштеляну, князю Михалу Иерониму Радзивиллу, обрученному с Еленой Пшездецкой, привилей на Борисовское староство.
В 1793 году после раздела Речи Посполитой по указу Екатерины II от 3 мая 1795 года создавалось Минское наместничество с 13 уездами, в том числе Борисовским. Чтобы сохранить за собой земли староства, Радзивилл присягнул императрице. Земли староства вскоре были переименованы на русский манер в имение. Частная собственность Борисова, ставшего центром одноимённого уезда, подлежала выкупу в казну. Таким образом, Радзивилл лишился статуса частного собственника в Борисове.
Однако в деревне Староборисов обосновалась новая резиденция потомка именитого княжеского рода Радзивиллов . В начале XIX века там была выстроена центральная усадьба.
Война 1812 года принесла хозяину имения Михалу Иерониму Радзивиллу огромные убытки. В ночь с 13 (25) ноября на 14 (26) ноября в Староборисовской усадьбе останавливался Наполеон I Бонапарт. Французский полководец ночевал в доме главного управляющего барона Корсака, а апартаменты господского дома занял императорский штаб со свитой.
В 1831 году имение унаследовал сын Людвика Радзивилла — Леон. Новому хозяину поместья стоило огромных сил и выдержки, чтобы отстоять свои владения перед городской думой.
После крымской кампании 1853—1856 годов Леон Радзивилл, получив звание генерал-лейтенанта, продает имение.
Усадьба переходит во владение к царской семье — великим князьям Романовым.

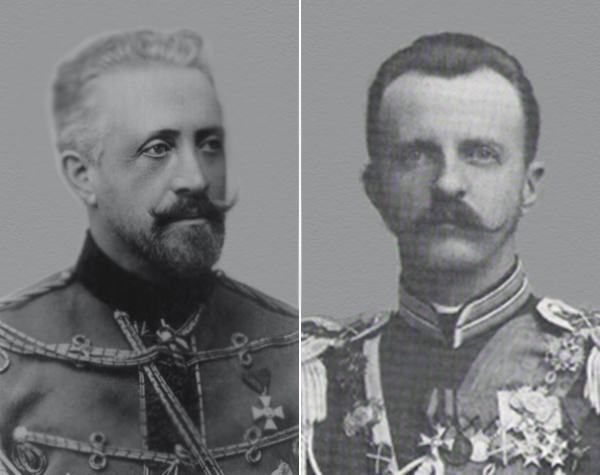
Великие князья Романовы Николай Николаевич (младший) и его брат Петр Николаевич

Она была выкуплена великими князьями Николаем и Петром Николаевичами. Потом поместье было продано в казну, а из казны в 1899 году выкуплено августейшей Александрой Фёдоровной и поручено эконому Д. П. Мещеринову. Он отреставрировал разрушенное деревянное здание дома ночёвки Наполеона времен войны 1812 года как исторический памятник. Получилась довольно впечатлительная деревянная постройка, которая сохранила свою былую планировку — 12 комнат, сени. В 1899—1900 годах к дому была пристроена шатровая церковь. Одновременно был сооружен каменный дворец, к которому проложили шоссе и провели телефон.
В начале Второй мировой войны в этом доме находился штаб группы армий «Центр». В нём 4 августа 1941 года проходило совещание немецкого командования, на котором решался вопрос: идти на Москву или на Киев (было выбранное Киевское направление). На этом совещании присутствовал и Адольф Гитлер (он, как и Наполеон, выбрал эту усадьбу). Кроме него присутствовали Шмундт, фельдмаршал фон Бок, Готт, генерал-полковник Гудериан, начальник оперативного отдела полковник Хойзингер.

## Достопримечательность
- Фрагменты бывшей усадьбы великих князей Романовых с элементами исторического ландшафта  Историко-культурная ценность Республики Беларусь, шифр 613Г000038
- Городище древнего Борисова  Историко-культурная ценность Республики Беларусь, шифр 613В000037